# Pablo Arosemena Alba
Pablo Arosemena Alba (ur. 24 września 1836, zm. 29 sierpnia 1920) – panamski dziennikarz i polityk, gubernator stanu Panama w 1875 i w 1885 (wówczas Panama wchodziła w skład Kolumbii). Po uzyskaniu przez Panamę niepodległości został prezesem Zgromadzenia Konstytucyjnego, a następnie I wiceprezydentem w latach 1910–1912 (równocześnie sprawował urząd prezydenta kraju).